# John Crammond
John Gordon Crammond (Egremont, 5 de julio de 1906–18 de septiembre de 1978) es un deportista británico que compitió en skeleton. 
Participó en los Juegos Olímpicos de Sankt Moritz 1948, obteniendo la medalla de bronce en la prueba masculina individual.

## Palmarés internacional
| Juegos Olímpicos | Juegos Olímpicos     | Juegos Olímpicos  | Juegos Olímpicos |
| Año              | Lugar                | Medalla           | Prueba           |
| ---------------- | -------------------- | ----------------- | ---------------- |
| 1948             | Sankt Moritz (Suiza) | Medalla de bronce | Individual       |